# Arsenal Football Club 2012-2013
Questa voce raccoglie le informazioni riguardanti l'Arsenal Football Club nelle competizioni ufficiali della stagione 2012-2013.

## Maglie e sponsor
Per l'attuale stagione lo sponsor ufficiale dell'Arsenal è Fly Emirates, mentre lo sponsor tecnico è Nike.
| Casa | Trasferta | Terza divisa | 1ª div. portiere | 2ª div. portieri |

## Organigramma societario
Aggiornato al 2 agosto 2012.
Staff tecnico
- Allenatore: Arsène Wenger
- Allenatore in seconda: Steve Bould
- Osservatore Prima Squadra: Boro Primorac
- Allenatore Squadra Riserve: Neil Banfield
- Allenatore Primavera: Steve Bould
- Allenatore dei portieri: Gerry Peyton

## Rosa
Dati aggiornati al 31 gennaio 2013
| N. |                        | Ruolo | Calciatore                   |
| -- | ---------------------- | ----- | ---------------------------- |
| 1  | Polonia (bandiera)     | P     | Wojciech Szczęsny            |
| 2  | Francia (bandiera)     | C     | Abou Diaby                   |
| 3  | Francia (bandiera)     | D     | Bacary Sagna                 |
| 4  | Germania (bandiera)    | D     | Per Mertesacker              |
| 5  | Belgio (bandiera)      | D     | Thomas Vermaelen (capitano)  |
| 6  | Francia (bandiera)     | D     | Laurent Koscielny            |
| 7  | Rep. Ceca (bandiera)   | C     | Tomáš Rosický                |
| 8  | Spagna (bandiera)      | C     | Mikel Arteta (vice-capitano) |
| 9  | Germania (bandiera)    | A     | Lukas Podolski               |
| 10 | Inghilterra (bandiera) | C     | Jack Wilshere                |
| 11 | Brasile (bandiera)     | D     | André Santos                 |
| 12 | Francia (bandiera)     | A     | Olivier Giroud               |
| 14 | Inghilterra (bandiera) | A     | Theo Walcott                 |
| 15 | Inghilterra (bandiera) | C     | Alex Oxlade-Chamberlain      |
| 16 | Galles (bandiera)      | C     | Aaron Ramsey                 |
| 17 | Spagna (bandiera)      | D     | Nacho Monreal                |
| 18 | Francia (bandiera)     | D     | Sébastien Squillaci          |
| 19 | Spagna (bandiera)      | C     | Santi Cazorla                |

| N. |                           | Ruolo | Calciatore        |
| -- | ------------------------- | ----- | ----------------- |
| 20 | Svizzera (bandiera)       | D     | Johan Djourou     |
| 21 | Polonia (bandiera)        | P     | Łukasz Fabiański  |
| 22 | Francia (bandiera)        | C     | Francis Coquelin  |
| 23 | Russia (bandiera)         | A     | Andrey Arshavin   |
| 24 | Italia (bandiera)         | P     | Vito Mannone      |
| 25 | Inghilterra (bandiera)    | D     | Carl Jenkinson    |
| 26 | Ghana (bandiera)          | C     | Emmanuel Frimpong |
| 27 | Costa d'Avorio (bandiera) | A     | Gervinho          |
| 28 | Inghilterra (bandiera)    | D     | Kieran Gibbs      |
| 29 | Marocco (bandiera)        | A     | Marouane Chamakh  |
| 36 | Argentina (bandiera)      | P     | Emiliano Martínez |
| 38 | Svizzera (bandiera)       | D     | Martin Angha      |
| 46 | Germania (bandiera)       | C     | Thomas Eisfeld    |
| 47 | Germania (bandiera)       | C     | Serge Gnabry      |
| 53 | Inghilterra (bandiera)    | C     | Jernade Meade     |
| 54 | Spagna (bandiera)         | D     | Ignasi Miquel     |
| 64 | Inghilterra (bandiera)    | D     | Nico Yennaris     |

## Calciomercato

### Sessione estiva(dall'1/7 all'1/9)
Il calciomercato estivo dell'Arsenal è scandito dagli acquisti di due attaccanti, il tedesco Lukas Podolski dal Colonia e il francese Olivier Giroud dal Montpellier, a circa 12 milioni di euro l'uno e del centrocampista spagnolo Santiago Cazorla dal Málaga per 19 milioni.
| Acquisti | Acquisti         | Acquisti      | Acquisti                  |
| R.       | Nome             | da            | Modalità                  |
| -------- | ---------------- | ------------- | ------------------------- |
| C        | Chuks Aneke      | Preston N.E.  | fine prestito             |
| C        | Craig Eastmond   | Wycombe       | fine prestito             |
| A        | Ryō Miyaichi     | Bolton        | fine prestito             |
| A        | Benik Afobe      | Reading       | fine prestito             |
| C        | Sanchez Watt     | Crawley Town  | fine prestito             |
| D        | Pedro Botelho    | Levante       | fine prestito             |
| C        | Santi Cazorla    | Malaga        | definitivo (19 milioni €) |
| A        | Lukas Podolski   | Colonia       | definitivo (12 milioni €) |
| A        | Olivier Giroud   | Montpellier   | definitivo (12 milioni €) |
| A        | Wellington Silva | Alcoyano      | fine prestito             |
| A        | Joel Campbell    | Lorient       | fine prestito             |
| A        | Carlos Vela      | Real Sociedad | fine prestito             |
| A        | Nicklas Bendtner | Sunderland    | fine prestito             |
| C        | Henri Lansbury   | West Ham Utd  | fine prestito             |
| D        | Kyle Bartley     | Rangers       | fine prestito             |

| Cessioni | Cessioni         | Cessioni          | Cessioni                         |
| R.       | Nome             | a                 | Modalità                         |
| -------- | ---------------- | ----------------- | -------------------------------- |
| P        | Manuel Almunia   | -                 | svincolato                       |
| D        | Pedro Botelho    | -                 | svincolato                       |
| D        | Gavin Hoyte      | -                 | svincolato                       |
| A        | Rhys Murphy      | -                 | svincolato                       |
| A        | Benik Afobe      | Bolton            | prestito (fino a gennaio)        |
| A        | Joel Campbell    | Betis             | prestito                         |
| A        | Ryō Miyaichi     | Wigan             | prestito                         |
| A        | Wellington Silva | Ponferradina      | prestito                         |
| C        | Samuel Galindo   | Lugo              | prestito (fino a gennaio)        |
| D        | Daniel Boateng   | Oxford Utd        | prestito (fino all'1/1)          |
| A        | Philip Roberts   | Inverness         | prestito                         |
| A        | Carlos Vela      | Real Sociedad     | definitivo (3,8 milioni €)       |
| A        | Robin van Persie | Manchester Utd    | definitivo (30,7 milioni €)      |
| A        | Nicklas Bendtner | Juventus          | prestito                         |
| A        | Park Chu-Young   | Celta Vigo        | prestito oneroso (0,5 milioni €) |
| C        | Henri Lansbury   | Nottingham Forest | definitivo (1,25 milioni €)      |
| C        | Alexandre Song   | Barcellona        | definitivo (19 milioni €)        |
| D        | Kyle Bartley     | Swansea City      | definitivo (1,3 milioni €)       |

### Trasferimenti tra le due sessioni
| Acquisti | Acquisti        | Acquisti      | Acquisti              |
| R.       | Nome            | da            | Modalità              |
| -------- | --------------- | ------------- | --------------------- |
| C        | Conor Henderson | Coventry City | fine prestito (22/12) |

| Cessioni | Cessioni          | Cessioni        | Cessioni                     |
| R.       | Nome              | a               | Modalità                     |
| -------- | ----------------- | --------------- | ---------------------------- |
| C        | Chuks Aneke       | Crewe Alexandra | prestito (dal 7/9 al 21/1)   |
| C        | Conor Henderson   | Coventry City   | prestito (dal 21/9 al 22/12) |
| C        | Craig Eastmond    | Colchester Utd  | prestito (dal 27/9 al 27/1)  |
| C        | Sanchez Watt      | Colchester Utd  | prestito (dal 27/9 al 27/1)  |
| C        | Emmanuel Frimpong | Charlton        | prestito (dal 19/11 all'1/1) |

### Sessione invernale(dall'1/1 al 31/1)
| Acquisti | Acquisti          | Acquisti        | Acquisti                  |
| R.       | Nome              | da              | Modalità                  |
| -------- | ----------------- | --------------- | ------------------------- |
| D        | Daniel Boateng    | Oxford Utd      | fine prestito             |
| C        | Emmanuel Frimpong | Charlton        | fine prestito             |
| C        | Chuks Aneke       | Crewe Alexandra | fine prestito             |
| C        | Craig Eastmond    | Colchester Utd  | fine prestito             |
| C        | Sanchez Watt      | Colchester Utd  | fine prestito             |
| D        | Nacho Monreal     | Malaga          | definitivo (10 milioni €) |
| A        | Benik Afobe       | Bolton          | fine prestito             |
| C        | Samuel Galindo    | Lugo            | fine prestito             |

| Cessioni | Cessioni          | Cessioni        | Cessioni |
| R.       | Nome              | a               | Modalità |
| -------- | ----------------- | --------------- | -------- |
| A        | Marouane Chamakh  | West Ham Utd    | prestito |
| D        | Johan Djourou     | Hannover 96     | prestito |
| C        | Emmanuel Frimpong | Fulham          | prestito |
| C        | Chuks Aneke       | Crewe Alexandra | prestito |

### Trasferimenti dopo la sessione invernale
| Acquisti | Acquisti        | Acquisti  | Acquisti      |
| R.       | Nome            | da        | Modalità      |
| -------- | --------------- | --------- | ------------- |
| C        | Josh Rees       | Brentford | fine prestito |
| A        | Ryō Miyaichi    | Wigan     | fine prestito |
| A        | Anthony Jeffrey | Stevenage | fine prestito |

| Cessioni | Cessioni        | Cessioni    | Cessioni                    |
| R.       | Nome            | a           | Modalità                    |
| -------- | --------------- | ----------- | --------------------------- |
| A        | Benik Afobe     | Millwall    | prestito                    |
| C        | Samuel Galindo  | Wilstermann | prestito                    |
| D        | André Santos    | Grêmio      | prestito                    |
| C        | Josh Rees       | Brentford   | prestito (dal 28/2 al 28/3) |
| A        | Anthony Jeffrey | Stevenage   | prestito (dall'1/3 all'1/5) |

## Risultati

### Premier League
| Londra 18 agosto 2012, ore 16:00 CEST 1ª giornata | Arsenal   | 0 – 0 referto | Sunderland | Emirates Stadium (60.078 spett.)\| Arbitro: \| Chris Foy \| |
| Arbitro:                                          | Chris Foy |               |            |                                                             |

| Stoke-on-Trent 26 agosto 2012, ore 14:30 CEST 2ª giornata | Stoke City | 0 – 0 referto | Arsenal | Britannia Stadium (27.072 spett.)\| Arbitro: \| Lee Mason \| |
| Arbitro:                                                  | Lee Mason  |               |         |                                                              |

| Arbitro: | Howard Webb |

|  |           |                          |
|  | Marcatori | 31’ Podolski 68’ Cazorla |

| Arbitro: | Kevin Friend |

|                                                                                 |           |         |
| Hooiveld 11’ (aut.) Podolski 31’ Gervinho 35’, 71’ Clyne 37’ (aut.) Walcott 88’ | Marcatori | 45’ Fox |

| Arbitro: | Mike Dean |

|             |           |               |
| Lescott 40’ | Marcatori | 82’ Koscielny |

| Arbitro: | Martin Atkinson |

|              |           |                     |
| Gervinho 42’ | Marcatori | 20’ Torres 53’ Mata |

| Arbitro: | Phil Dowd |

|           |           |                                    |
| Diamé 21’ | Marcatori | 41’ Giroud 77’ Walcott 83’ Cazorla |

| Arbitro: | Lee Probert |

|          |           |  |
| Holt 19’ | Marcatori |  |

| Arbitro: | Anthony Taylor |

|            |           |  |
| Arteta 84’ | Marcatori |  |

| Arbitro: | Mike Dean |

|                        |           |               |
| van Persie 3’ Evra 67’ | Marcatori | 90+5’ Cazorla |

| Arbitro: | Phil Dowd |

|                              |           |                                         |
| Giroud 11’, 69’ Podolski 23’ | Marcatori | 29’, 67’ (rig.) Berbatov 40’ Kačaniklić |

| Arbitro: | Howard Webb |

|                                                                     |           |                       |
| Mertesacker 24’ Podolski 42’ Giroud 45+1’ Cazorla 60’ Walcott 90+1’ | Marcatori | 10’ Adebayor 71’ Bale |

| Birmingham 24 novembre 2012, ore 18:30 CET 13ª giornata | Aston Villa | 0 – 0 referto | Arsenal | Villa Park (34.607 spett.)\| Arbitro: \| Lee Mason \| |
| Arbitro:                                                | Lee Mason   |               |         |                                                       |

| Arbitro: | Michael Oliver |

|              |           |            |
| Fellaini 28’ | Marcatori | 1’ Walcott |

| Arbitro: | Mark Clattenburg |

|  |           |                  |
|  | Marcatori | 88’, 90+1’ Michu |

| Arbitro: | Mike Jones |

|                               |           |  |
| Arteta 26’ (rig.), 64’ (rig.) | Marcatori |  |

| Arbitro: | Anthony Taylor |

|                        |           |                                                |
| le Fondre 66’ Kébé 71’ | Marcatori | 14’ Podolski 32’, 34’, 60’ Cazorla 80’ Walcott |

| Arbitro: | Jon Moss |

|  |           |                   |
|  | Marcatori | 60’ (rig.) Arteta |

| Arbitro: | Andre Marriner |

|                                                      |           |              |
| Podolski 22’ Giroud 47’, 57’ Cazorla 53’ Walcott 54’ | Marcatori | 18’ Collison |

| Arbitro: | Chris Foy |

|                                                                             |           |                          |
| Walcott 20’, 73’, 90+2’ Oxlade-Chamberlain 50’ Podolski 64’ Giroud 84’, 87’ | Marcatori | 43’, 69’ Ba 59’ Marveaux |

| Arbitro: | Lee Probert |

|             |           |                     |
| Ramírez 34’ | Marcatori | 41’ (aut.) do Prado |

| Arbitro: | Mike Dean |

|  |           |                      |
|  | Marcatori | 21’ Milner 32’ Džeko |

| Arbitro: | Martin Atkinson |

|                            |           |             |
| Mata 6’ Lampard 16’ (rig.) | Marcatori | 58’ Walcott |

| Arbitro: | Kevin Friend |

|                        |           |                         |
| Giroud 64’ Walcott 67’ | Marcatori | 5’ Suárez 60’ Henderson |

| Arbitro: | Chris Foy |

|              |           |  |
| Podolski 78’ | Marcatori |  |

| Arbitro: | Anthony Taylor |

|  |           |             |
|  | Marcatori | 35’ Cazorla |

| Arbitro: | Martin Atkinson |

|                 |           |             |
| Cazorla 6’, 85’ | Marcatori | 68’ Weimann |

| Arbitro: | Mark Clattenburg |

|                     |           |                 |
| Bale 37’ Lennon 39’ | Marcatori | 51’ Mertesacker |

| Londra 16 aprile 2013, ore 20:45 CEST 29ª giornata | Arsenal        | 0 – 0 referto | Everton | Emirates Stadium (60.071 spett.)\| Arbitro: \| Neil Swarbrick \| |
| Arbitro:                                           | Neil Swarbrick |               |         |                                                                  |

| Arbitro: | Jon Moss |

|  |           |                            |
|  | Marcatori | 74’ Monreal 90+1’ Gervinho |

| Arbitro: | Chris Foy |

|                                                       |           |                 |
| Gervinho 11’ Cazorla 48’ Giroud 67’ Arteta 77’ (rig.) | Marcatori | 68’ Robson-Kanu |

| Arbitro: | Howard Webb |

|                     |           |                  |
| Morrison 71’ (rig.) | Marcatori | 20’, 50’ Rosický |

| Arbitro: | Mike Jones |

|                                             |           |            |
| Arteta 85’ (rig.) Giroud 88’ Podolski 90+2’ | Marcatori | 56’ Turner |

| Arbitro: | Andre Marriner |

|  |           |                 |
|  | Marcatori | 43’ Mertesacker |

| Arbitro: | Phil Dowd |

|            |           |                       |
| Walcott 2’ | Marcatori | 44’ (rig.) van Persie |

| Arbitro: | Jon Moss |

|  |           |            |
|  | Marcatori | 1’ Walcott |

| Arbitro: | Mike Dean |

|                                          |           |             |
| Podolski 11’, 68’ Walcott 63’ Ramsey 71’ | Marcatori | 45’ Maloney |

| Arbitro: | Howard Webb |

|  |           |               |
|  | Marcatori | 52’ Koscielny |

### FA Cup

#### Terzo turno
| Arbitro: | Howard Webb |

|                      |           |                        |
| Michu 58’ Graham 87’ | Marcatori | 81’ Podolski 83’ Gibbs |

| Arbitro: | Mark Clattenburg |

|              |           |  |
| Wilshere 86’ | Marcatori |  |

#### Sedicesimi di finale
| Arbitro: | Michael Oliver |

|                      |           |                             |
| Barnes 33’ Ulloa 62’ | Marcatori | 15’, 56’ Giroud 85’ Walcott |

#### Ottavi di finale
| Arbitro: | Mike Dean |

|  |           |                    |
|  | Marcatori | 72’ Kâzım-Richards |

### Football League Cup

#### Sedicesimi di finale
| Arbitro: | Michael Jones |

|                                                                            |           |          |
| Giroud 39’ Oxlade-Chamberlain 57’ Arshavin 64’ Walcott 74’, 90’ Miquel 80’ | Marcatori | 79’ Ball |

#### Ottavi di finale
| Arbitro: | Kevin Friend |

|                                                                           |           |                                                                            |
| Roberts 12’ Koscielny 18’ (aut.) Leigertwood 20’ Hunt 37’ Pogrebnyak 115’ | Marcatori | 45+2’, 90+6’, 120+1’ Walcott 64’ Giroud 89’ Koscielny 103’, 120+3’ Chamakh |

#### Quarti di finale
| Arbitro: | Mike Dean |

|                                       |                      |                                                       |
| Thompson 16’                          | Marcatori            | 88’ Vermaelen                                         |
| Doyle G. Jones Darby Connell R. Jones | Tiri di rigore 3 – 2 | Cazorla Chamakh Wilshere Oxlade-Chamberlain Vermaelen |

### UEFA Champions League

#### Fase a gironi
| Arbitro: | Carlos Velasco Carballo |

|                    |           |                           |
| Belhanda 9’ (rig.) | Marcatori | 16’ Podolski 18’ Gervinho |

| Arbitro: | Svein Oddvar Moen |

|                                        |           |                 |
| Gervinho 42’ Podolski 56’ Ramsey 90+4’ | Marcatori | 45+1’ Mitroglou |

| Arbitro: | Jonas Eriksson |

|  |           |                           |
|  | Marcatori | 76’ Huntelaar 86’ Afellay |

| Arbitro: | Nicola Rizzoli |

|                            |           |                        |
| Huntelaar 45+2’ Farfán 67’ | Marcatori | 18’ Walcott 26’ Giroud |

| Arbitro: | Fırat Aydınus |

|                           |           |  |
| Wilshere 49’ Podolski 63’ | Marcatori |  |

| Arbitro: | Alberto Undiano Mallenco |

|                            |           |             |
| Maniatis 64’ Mitroglou 73’ | Marcatori | 38’ Rosický |

#### Fase a eliminazione diretta

##### Ottavi di finale
| Arbitro: | Svein Oddvar Moen |

|              |           |                                   |
| Podolski 55’ | Marcatori | 7’ Kroos 21’ Müller 77’ Mandžukić |

| Arbitro: | Pavel Královec |

|  |           |                         |
|  | Marcatori | 3’ Giroud 86’ Koscielny |

## Statistiche

### Statistiche di squadra
Statistiche aggiornate al 19 maggio 2013
| Competizione        | Punti | In casa | In casa | In casa | In casa | In casa | In casa | In trasferta | In trasferta | In trasferta | In trasferta | In trasferta | In trasferta | Totale | Totale | Totale | Totale | Totale | Totale | DR  |
| Competizione        | Punti | G       | V       | N       | P       | Gf      | Gs      | G            | V            | N            | P            | Gf           | Gs           | G      | V      | N      | P      | Gf     | Gs     | DR  |
| ------------------- | ----- | ------- | ------- | ------- | ------- | ------- | ------- | ------------ | ------------ | ------------ | ------------ | ------------ | ------------ | ------ | ------ | ------ | ------ | ------ | ------ | --- |
| Premier League      | 73    | 19      | 11      | 5       | 3       | 47      | 23      | 19           | 10           | 5            | 4            | 25           | 14           | 38     | 21     | 10     | 7      | 72     | 37     | +35 |
| FA Cup              | -     | 2       | 1       | 0       | 1       | 1       | 1       | 2            | 1            | 1            | 0            | 5            | 4            | 4      | 2      | 1      | 1      | 6      | 5      | +1  |
| Football League Cup | -     | 1       | 1       | 0       | 0       | 6       | 1       | 2            | 1            | 0            | 1            | 8            | 6            | 3      | 2      | 0      | 1      | 14     | 7      | +7  |
| Champions League    | -     | 4       | 2       | 0       | 2       | 6       | 6       | 4            | 2            | 1            | 1            | 7            | 5            | 8      | 4      | 1      | 3      | 13     | 11     | +2  |
| Totale              | -     | 26      | 15      | 5       | 6       | 60      | 31      | 27           | 14           | 7            | 6            | 45           | 29           | 53     | 29     | 12     | 12     | 105    | 60     | +45 |

### Statistiche dei giocatori
| Giocatore             | Premier League | Premier League | Premier League | Premier League | FA Cup   | FA Cup | FA Cup      | FA Cup     | League Cup | League Cup | League Cup  | League Cup | Champions League | Champions League | Champions League | Champions League | Totale   | Totale | Totale      | Totale     |
| Giocatore             | Presenze       | Reti           | Ammonizioni    | Espulsioni     | Presenze | Reti   | Ammonizioni | Espulsioni | Presenze   | Reti       | Ammonizioni | Espulsioni | Presenze         | Reti             | Ammonizioni      | Espulsioni       | Presenze | Reti   | Ammonizioni | Espulsioni |
| --------------------- | -------------- | -------------- | -------------- | -------------- | -------- | ------ | ----------- | ---------- | ---------- | ---------- | ----------- | ---------- | ---------------- | ---------------- | ---------------- | ---------------- | -------- | ------ | ----------- | ---------- |
| M. Angha              | 0              | 0              | 0              | 0              | 0        | 0      | 0           | 0          | 1          | 0          | 0           | 0          | 1                | 0                | 0                | 0                | 2        | 0      | 0           | 0          |
| A. Arshavin           | 7              | 0              | 1              | 0              | 0        | 0      | 0           | 0          | 2          | 1          | 0           | 0          | 2                | 0                | 0                | 0                | 11       | 1      | 1           | 0          |
| M. Arteta             | 34             | 6              | 6              | 0              | 2        | 0      | 0           | 0          | 0          | 0          | 0           | 0          | 7                | 0                | 2                | 0                | 43       | 6      | 8           | 0          |
| S. Cazorla            | 38             | 12             | 1              | 0              | 3        | 0      | 0           | 0          | 1          | 0          | 0           | 0          | 7                | 0                | 3                | 0                | 49       | 12     | 4           | 0          |
| M. Chamakh            | 0              | 0              | 0              | 0              | 0        | 0      | 0           | 0          | 3          | 2          | 1           | 0          | 1                | 0                | 1                | 0                | 4        | 2      | 2           | 0          |
| F. Coquelin           | 11             | 0              | 0              | 0              | 2        | 0      | 1           | 0          | 3          | 0          | 0           | 0          | 6                | 0                | 1                | 0                | 22       | 0      | 2           | 0          |
| A. Diaby              | 11             | 0              | 1              | 0              | 3        | 0      | 0           | 0          | 0          | 0          | 0           | 0          | 1                | 0                | 1                | 0                | 15       | 0      | 2           | 0          |
| J. Djourou            | 0              | 0              | 0              | 0              | 0        | 0      | 0           | 0          | 2          | 0          | 0           | 0          | 0                | 0                | 0                | 0                | 2        | 0      | 0           | 0          |
| T. Eisfeld            | 0              | 0              | 0              | 0              | 0        | 0      | 0           | 0          | 1          | 0          | 1           | 0          | 0                | 0                | 0                | 0                | 1        | 0      | 1           | 0          |
| Ł. Fabiański          | 4              | -3             | 0              | 0              | 0        | 0      | 0           | 0          | 0          | 0          | 0           | 0          | 1                | 0                | 0                | 0                | 5        | -3     | 0           | 0          |
| E. Frimpong           | 0              | 0              | 0              | 0              | 0        | 0      | 0           | 0          | 2          | 0          | 0           | 0          | 0                | 0                | 0                | 0                | 2        | 0      | 0           | 0          |
| Gervinho              | 18             | 5              | 1              | 0              | 1        | 0      | 0           | 0          | 1          | 0          | 1           | 0          | 6                | 2                | 1                | 0                | 26       | 7      | 3           | 0          |
| K. Gibbs              | 27             | 0              | 2              | 0              | 3        | 1      | 1           | 0          | 1          | 0          | 0           | 0          | 3                | 0                | 1                | 0                | 34       | 1      | 4           | 0          |
| O. Giroud             | 34             | 11             | 3              | 1              | 4        | 2      | 1           | 0          | 2          | 2          | 0           | 0          | 7                | 2                | 2                | 0                | 47       | 17     | 6           | 1          |
| S. Gnabry             | 1              | 0              | 0              | 0              | 0        | 0      | 0           | 0          | 2          | 0          | 0           | 0          | 1                | 0                | 0                | 0                | 4        | 0      | 0           | 0          |
| C. Jenkinson          | 14             | 0              | 2              | 1              | 1        | 0      | 0           | 0          | 1          | 0          | 0           | 0          | 5                | 0                | 0                | 0                | 21       | 0      | 2           | 1          |
| L. Koscielny          | 25             | 2              | 1              | 1              | 3        | 0      | 0           | 0          | 1          | 1          | 1           | 0          | 5                | 1                | 3                | 0                | 34       | 4      | 5           | 1          |
| V. Mannone            | 9              | -10            | 0              | 0              | 0        | -0     | 0           | 0          | 0          | -0         | 0           | 0          | 4                | -6               | 0                | 0                | 13       | -16    | 0           | 0          |
| E. Martínez           | 0              | 0              | 0              | 0              | 0        | 0      | 0           | 0          | 2          | -6         | 1           | 0          | 0                | 0                | 0                | 0                | 2        | -6     | 1           | 0          |
| J. Meade              | 0              | 0              | 0              | 0              | 0        | 0      | 0           | 0          | 1          | 0          | 0           | 0          | 1                | 0                | 0                | 0                | 2        | 0      | 0           | 0          |
| P. Mertesacker        | 34             | 3              | 3              | 1              | 3        | 0      | 0           | 0          | 1          | 0          | 0           | 0          | 6                | 0                | 1                | 0                | 44       | 3      | 4           | 1          |
| I. Miquel             | 1              | 0              | 0              | 0              | 0        | 0      | 0           | 0          | 2          | 1          | 0           | 0          | 0                | 0                | 0                | 0                | 3        | 1      | 0           | 0          |
| N. Monreal            | 10             | 1              | 2              | 0              | 1        | 0      | 0           | 0          | 0          | 0          | 0           | 0          | 0                | 0                | 0                | 0                | 11       | 1      | 2           | 0          |
| A. Oxlade-Chamberlain | 25             | 1              | 1              | 0              | 2        | 0      | 0           | 0          | 2          | 1          | 0           | 0          | 4                | 0                | 0                | 0                | 33       | 2      | 1           | 0          |
| L. Podolski           | 33             | 11             | 1              | 0              | 2        | 1      | 0           | 0          | 1          | 0          | 0           | 0          | 6                | 4                | 2                | 0                | 42       | 16     | 3           | 0          |
| A. Ramsey             | 36             | 1              | 5              | 0              | 3        | 0      | 1           | 0          | 1          | 0          | 0           | 0          | 7                | 1                | 2                | 0                | 47       | 2      | 8           | 0          |
| T. Rosický            | 10             | 2              | 2              | 0              | 2        | 0      | 0           | 0          | 1          | 0          | 0           | 0          | 3                | 1                | 1                | 0                | 16       | 3      | 3           | 0          |
| B. Sagna              | 25             | 0              | 2              | 0              | 2        | 0      | 0           | 0          | 1          | 0          | 0           | 0          | 3                | 0                | 1                | 0                | 31       | 0      | 3           | 0          |
| A. Santos             | 8              | 0              | 0              | 0              | 1        | 0      | 0           | 0          | 1          | 0          | 0           | 0          | 2                | 0                | 0                | 0                | 12       | 0      | 0           | 0          |
| S. Squillaci          | 0              | 0              | 0              | 0              | 0        | 0      | 0           | 0          | 0          | 0          | 0           | 0          | 1                | 0                | 1                | 0                | 1        | 0      | 1           | 0          |
| W. Szczęsny           | 25             | -24            | 1              | 0              | 4        | -5     | 0           | 0          | 1          | -1         | 0           | 0          | 3                | -5               | 1                | 0                | 33       | -35    | 2           | 0          |
| T. Vermaelen          | 29             | 0              | 3              | 0              | 2        | 0      | 0           | 0          | 1          | 1          | 1           | 0          | 7                | 0                | 2                | 0                | 39       | 1      | 6           | 0          |
| T. Walcott            | 32             | 14             | 3              | 0              | 4        | 1      | 0           | 0          | 2          | 5          | 0           | 0          | 5                | 1                | 0                | 0                | 43       | 21     | 3           | 0          |
| J. Wilshere           | 25             | 0              | 5              | 1              | 4        | 1      | 0           | 0          | 1          | 0          | 0           | 0          | 3                | 1                | 0                | 0                | 33       | 2      | 5           | 1          |
| N. Yennaris           | 0              | 0              | 0              | 0              | 0        | 0      | 0           | 0          | 1          | 0          | 0           | 0          | 0                | 0                | 0                | 0                | 1        | 0      | 0           | 0          |